# Fosse no 3 - 3 bis des mines de Ferfay
La fosse no 3 - 3 bis dite Druon de la Compagnie des mines de Ferfay, puis de Marles, est un ancien charbonnage du Bassin minier du Nord-Pas-de-Calais, situé à Ferfay. Les travaux commencent en 1867 ou 1868, et la fosse no 3 commence à produire. Elle devient très vite la fosse la plus productive de la compagnie. Des corons sont bâtis au nord de la fosse. Un terril plat no 21, 3 de Ferfay, est édifié sur le territoire d'Ames, à l'ouest de la fosse. Un puits d'aérage no 3 bis est commencé en novembre 1885. Un incendie détruit le chevalement en bois du puits no 3. La Compagnie des mines de Ferfay est rachetée par celle de Marles en 1925. La fosse no 3 - 3 bis est renommée fosse no 1 ter - 1 quater des mines de Marles. La fosse ferme le 21 août 1929, et ses puits sont remblayés.
La Compagnie des mines de Marles est nationalisée en 1946, et intègre le Groupe d'Auchel.
Au début du XXIe siècle, Charbonnages de France matérialise les têtes des puits nos 1 ter et 1 quater, également nommées 3 et 3 bis. Le carreau de fosse est un espace vert, le terril est boisé. Les corons ont été rénovés.

## La fosse

### Fonçage
La fosse no 3, dite Druon est commencée en 1867 ou 1868 à Ferfay, à 2 067 mètres au nord-ouest de la fosse no 1 et à 1 100 mètres au nord-nord-ouest de la fosse no 2. La fosse est située un peu à l'est du bas chemin de Ferfay à Lillers.
Le puits est situé à l'altitude de 91,25 mètres,. Le niveau est passé facelement par le procédé à niveau bas. La venue d'eau maximale a été de trente mètres cubes par 24 heures. Le cuvelage en chêne va de trente-deux à cent mètres de profondeur. Le diamètre utile du puits est de 4,25 mètres. Le terrain houiller est atteint à la profondeur de 152,50 mètres,.

### Exploitation
Par sa mise en exploitation, en 1870, la production de la Compagnie de Ferfay se développe rapidement et passe de 82 000 tonnes, en 1870, à 121 000 tonnes, en 1871, et 160 000 tonnes, en 1872. Elle est de beaucoup la meilleure de la concession de Ferfay. Alfred Évrard a installé à la fosse no 3, en 1876, un trainage mécanique par chaîne flottante, pour une exploitation en vallée, qui présente cette particularité que le moteur est placé au jour, et qu'il actionne la poulie de tête de la chaîne par un câble de transmission descendant dans le goyau. On y a également installé la perforation mécanique en 1879. Cette fosse est approfondie à 327 mètres, c'est à cet étage qu'elle trouve du grisou.
Le puits d'aérage no 3 bis est ouvert à partir de novembre 1885 à 92 mètres à l'est du puits no 3. Il est arrêté à la profondeur de 173,15 mètres. Le diamètre utile est de 2,50 mètres, comme le puits no 2 bis, et le cuvelage en chêne va de 30,20 à 103,50 mètres de profondeur. Il assure le retour d'air du puits no 3.
Dans les années 1890, le puits no 3 a ses accrochages établis à 174, 205, 243, 292 et 317 mètres de profondeur. À la fin de la décennie, il est approfondi à 500 mètres. Un incendie détruit le chevalement en bois du puits no 3 en 1910
La Compagnie des mines de Ferfay est rachetée par celle de Marles en 1925. La fosse no 3 - 3 bis est alors renommée fosse no 1 ter - 1 quater des mines de Marles. Elle ferme le 21 août 1929, et ses puits sont remblayés la même année,.
La Compagnie des mines de Marles est nationalisée en 1946, et intègre le Groupe d'Auchel.

### Reconversion
Au début du XXIe siècle, Charbonnages de France matérialise les têtes des puits nos 3 et 3 bis. Le BRGM y effectue des inspections chaque année. Il ne reste rien de la fosse.

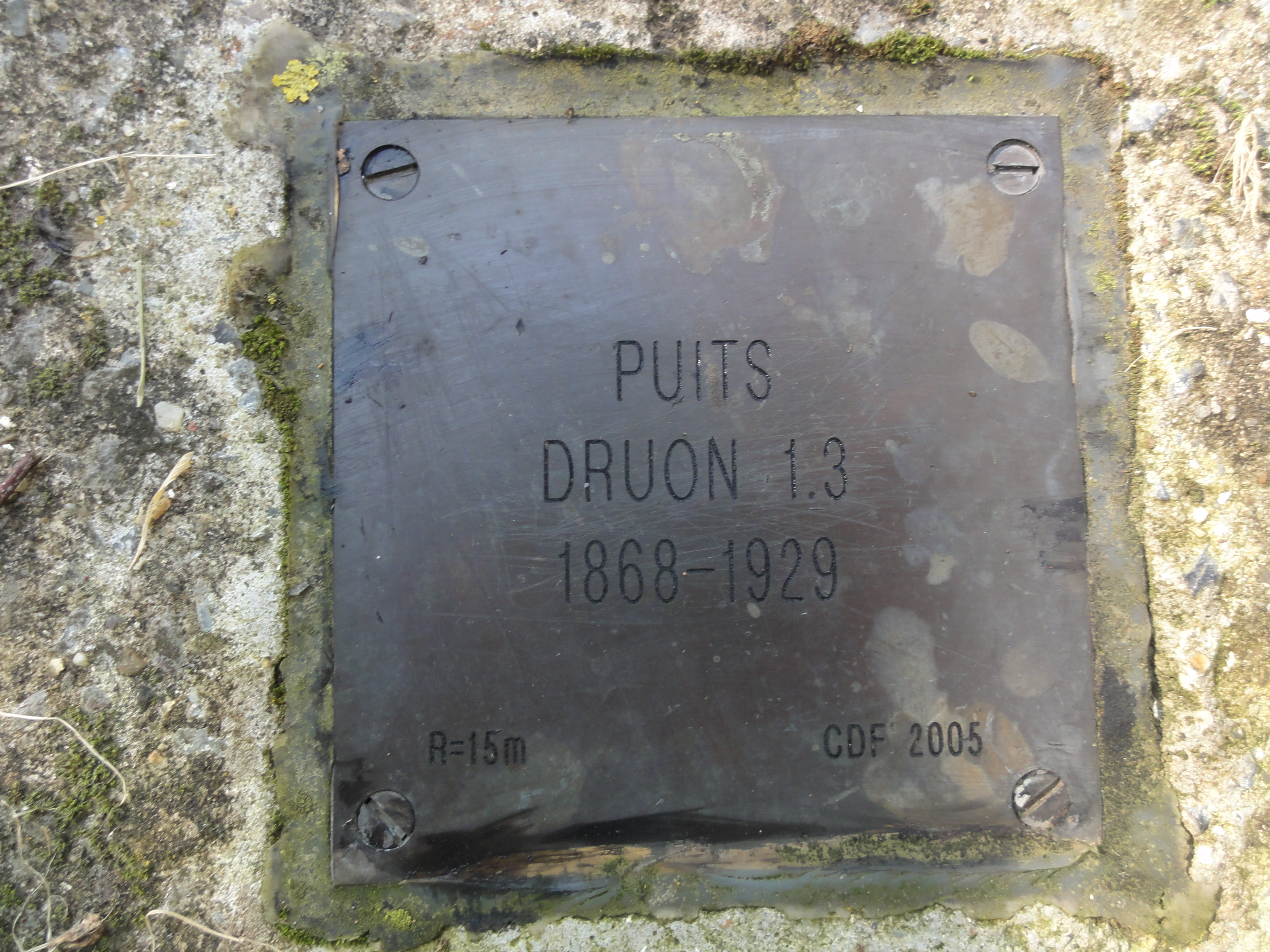
Puits Druon no 1.3, 1868 - 1929.
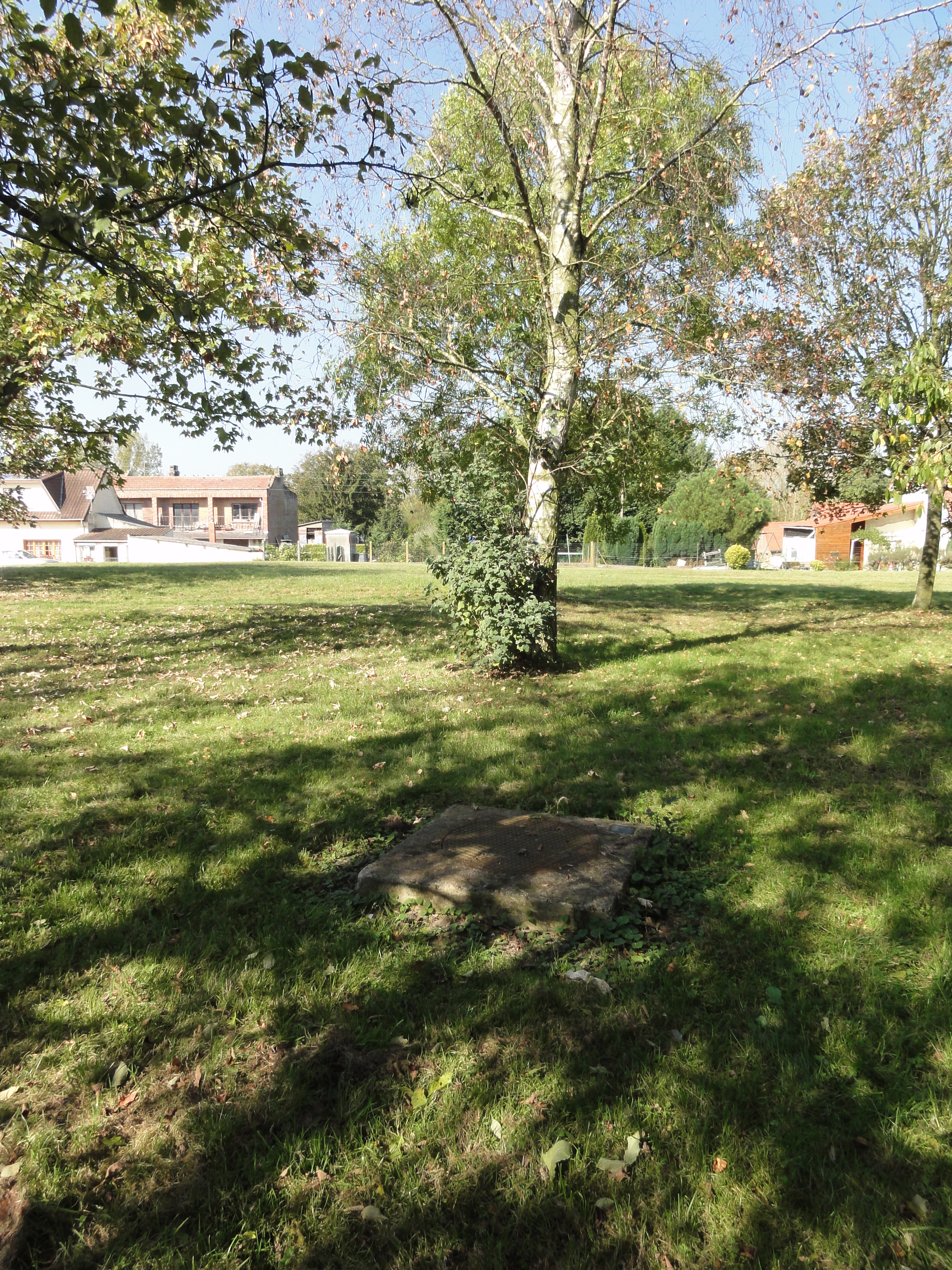
Le puits no 3 dans son environnement.
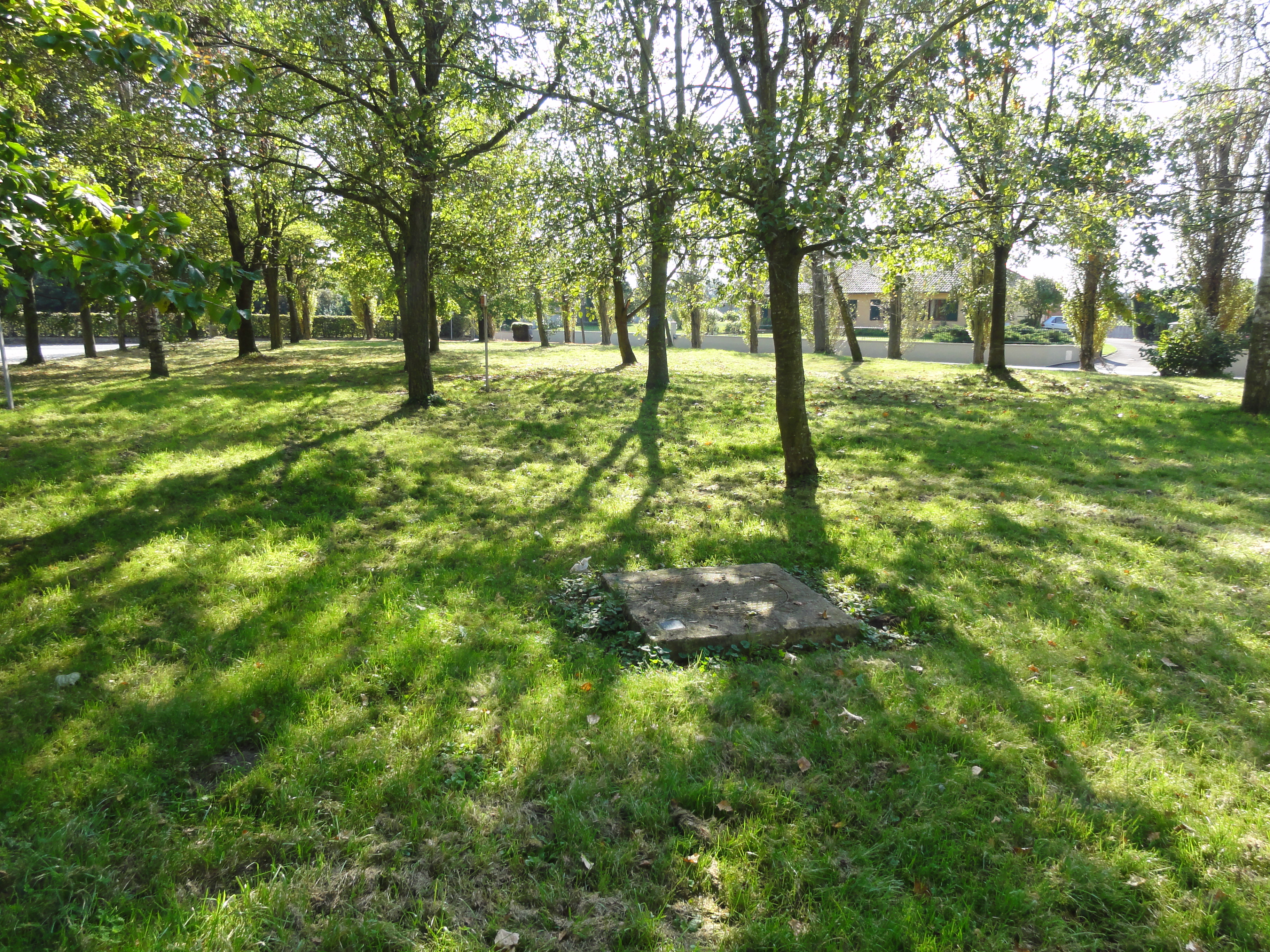
Le puits no 3 dans son environnement.
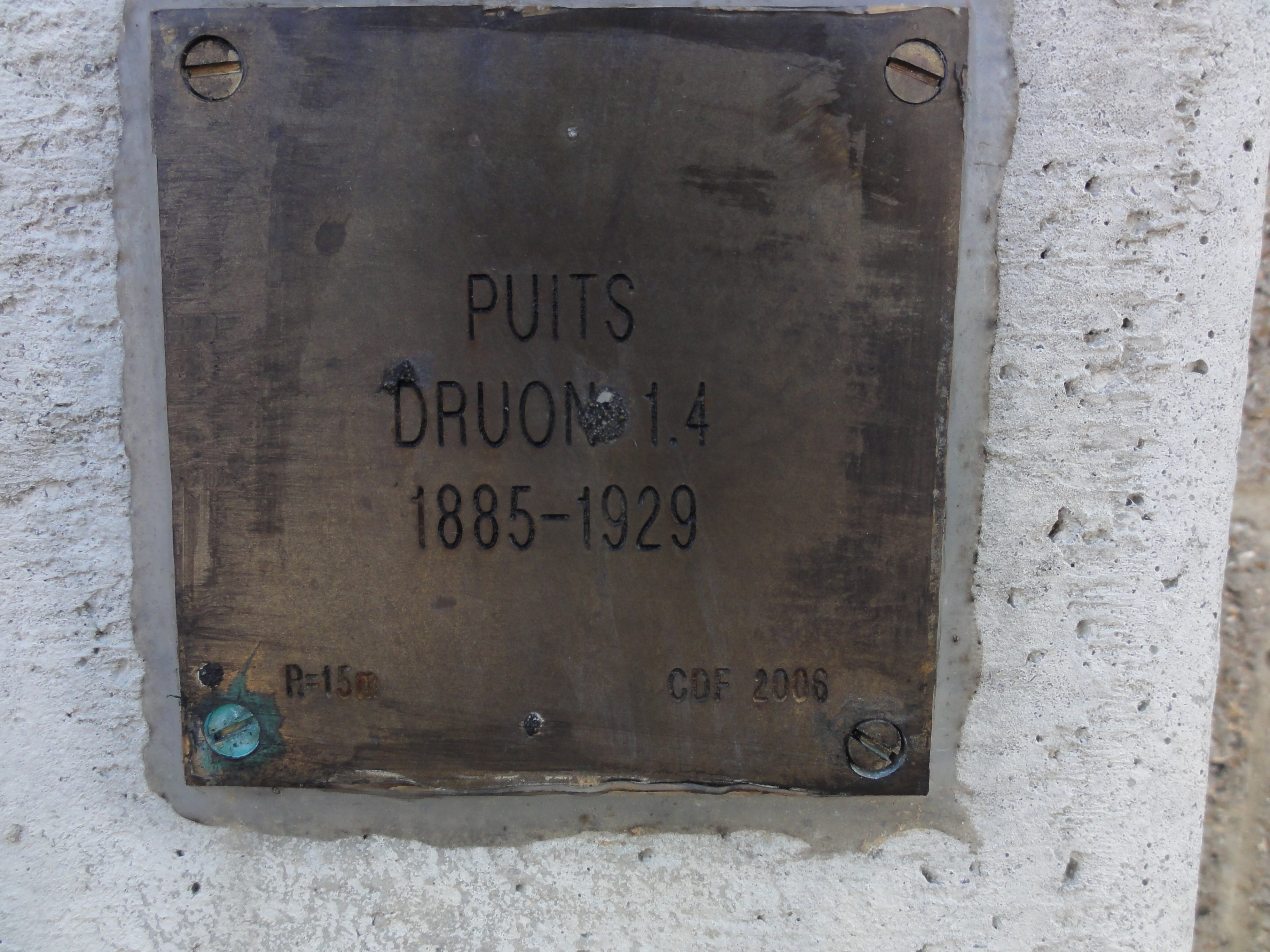
Puits Druon no 1.4, 1885 - 1929.
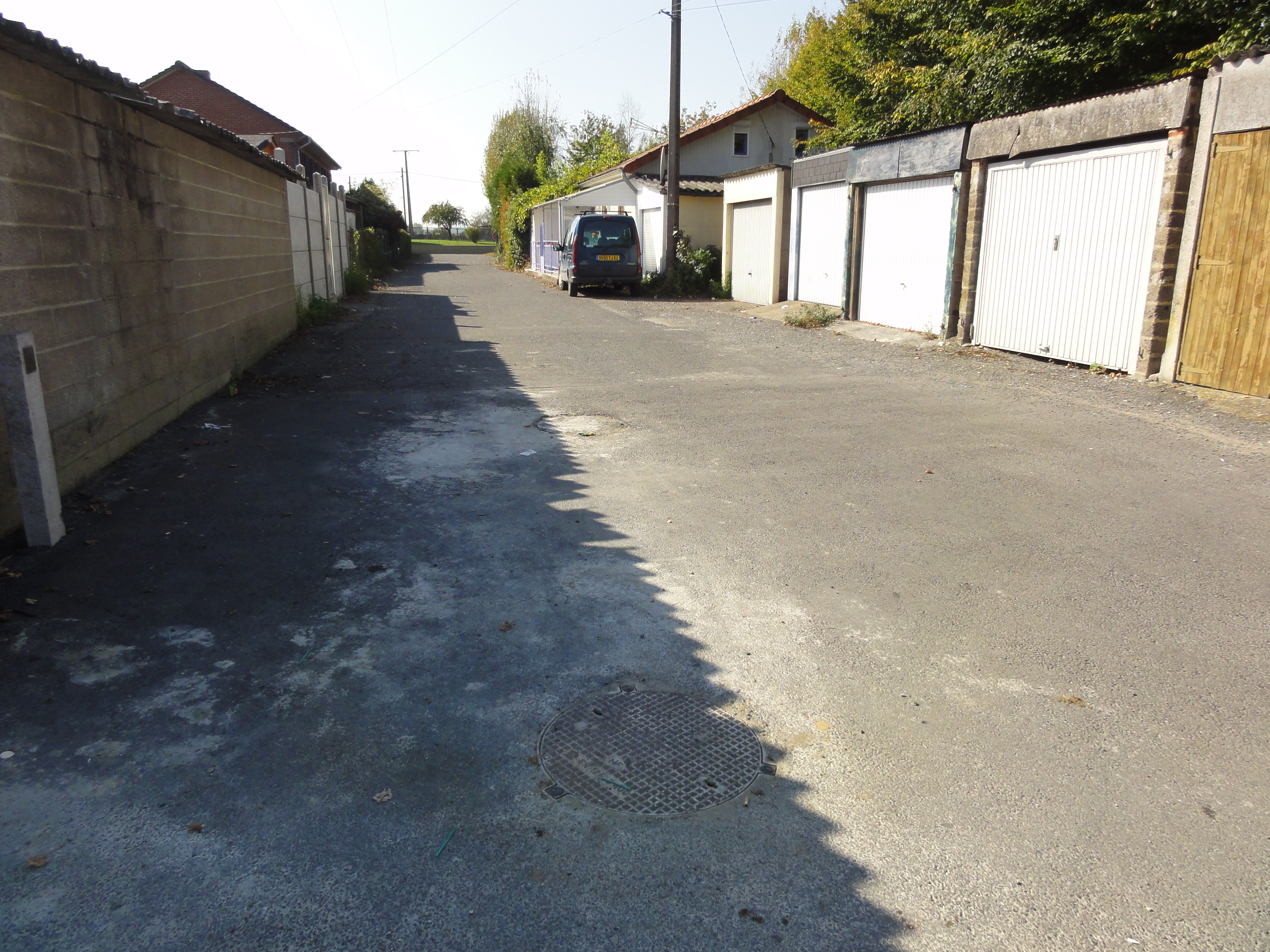
Le puits no 3 bis dans son environnement.
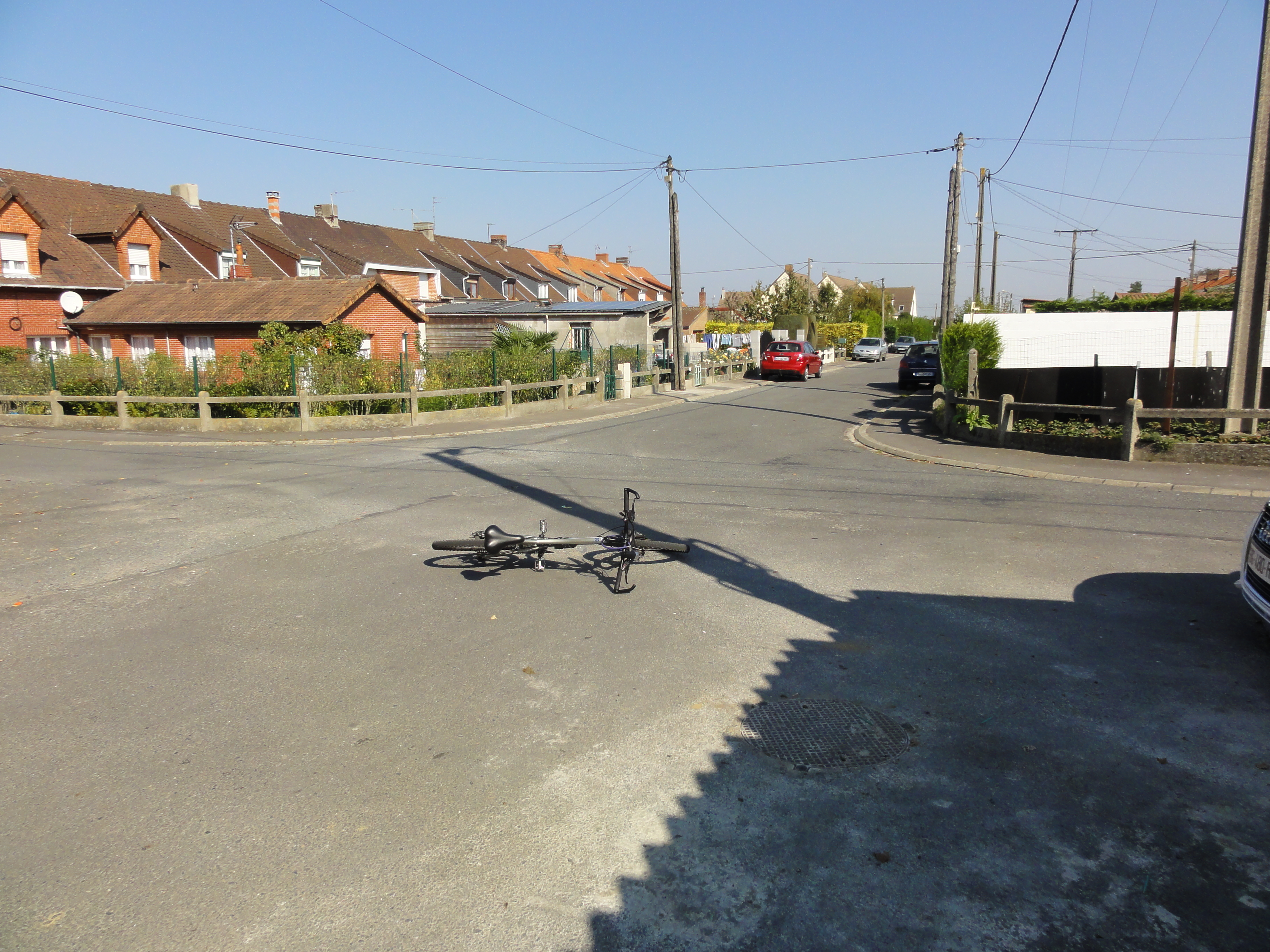
Le puits no 3 bis dans son environnement.

## Le terril

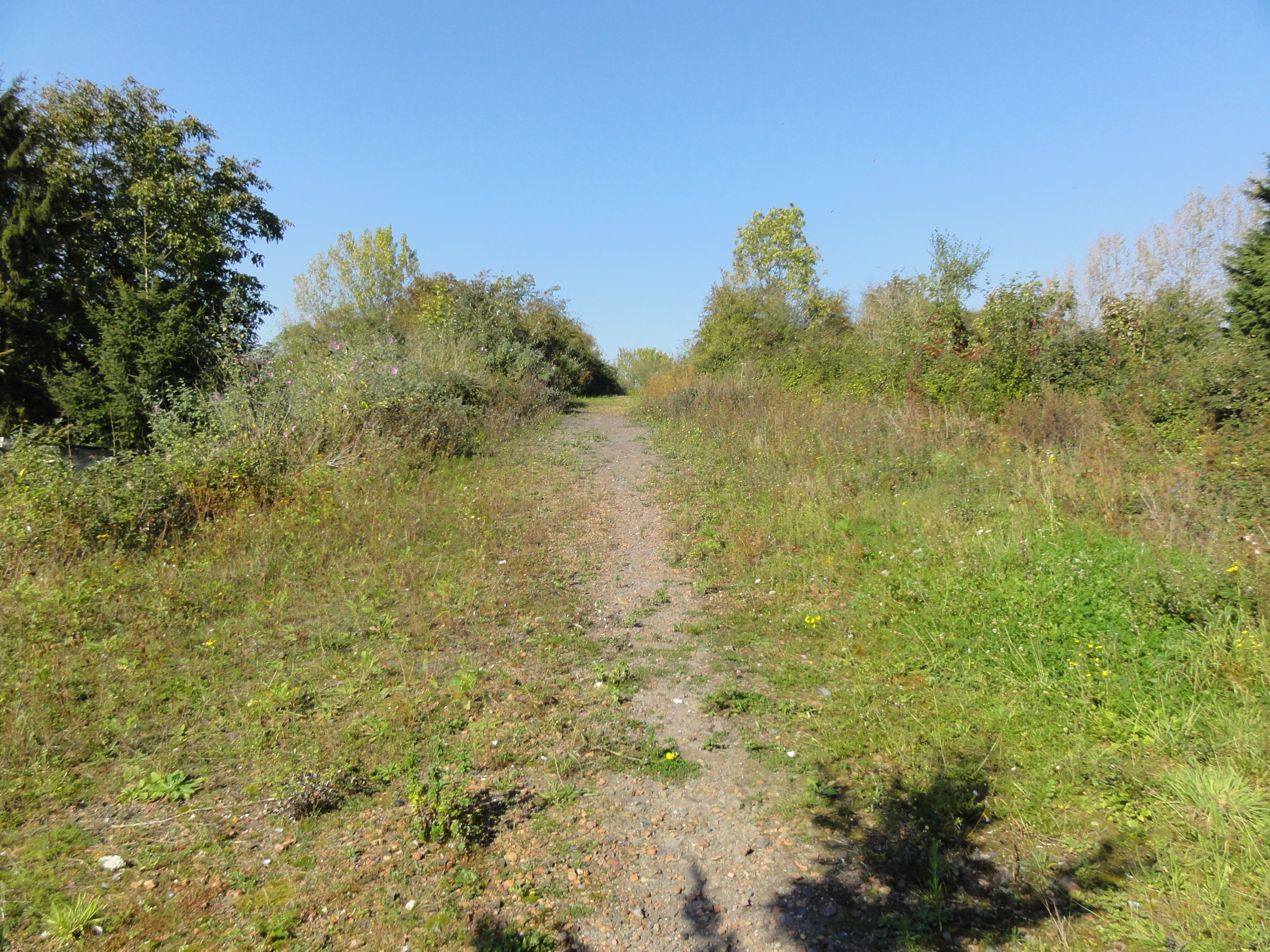
Le terril 3 de Ferfay.

50° 31′ 57″ N, 2° 25′ 45″ E
Le terril no 21, 3 de Ferfay, situé à Ames, a été alimenté par la fosse no 3 - 3 bis des mines de Ferfay, ouverte sur le territoire de Ferfay. Il s'agit d'un terril plat, haut de dix mètres, entièrement boisé,.

## La cité
Des corons ont été bâtis près de la fosse no 3 - 3 bis.

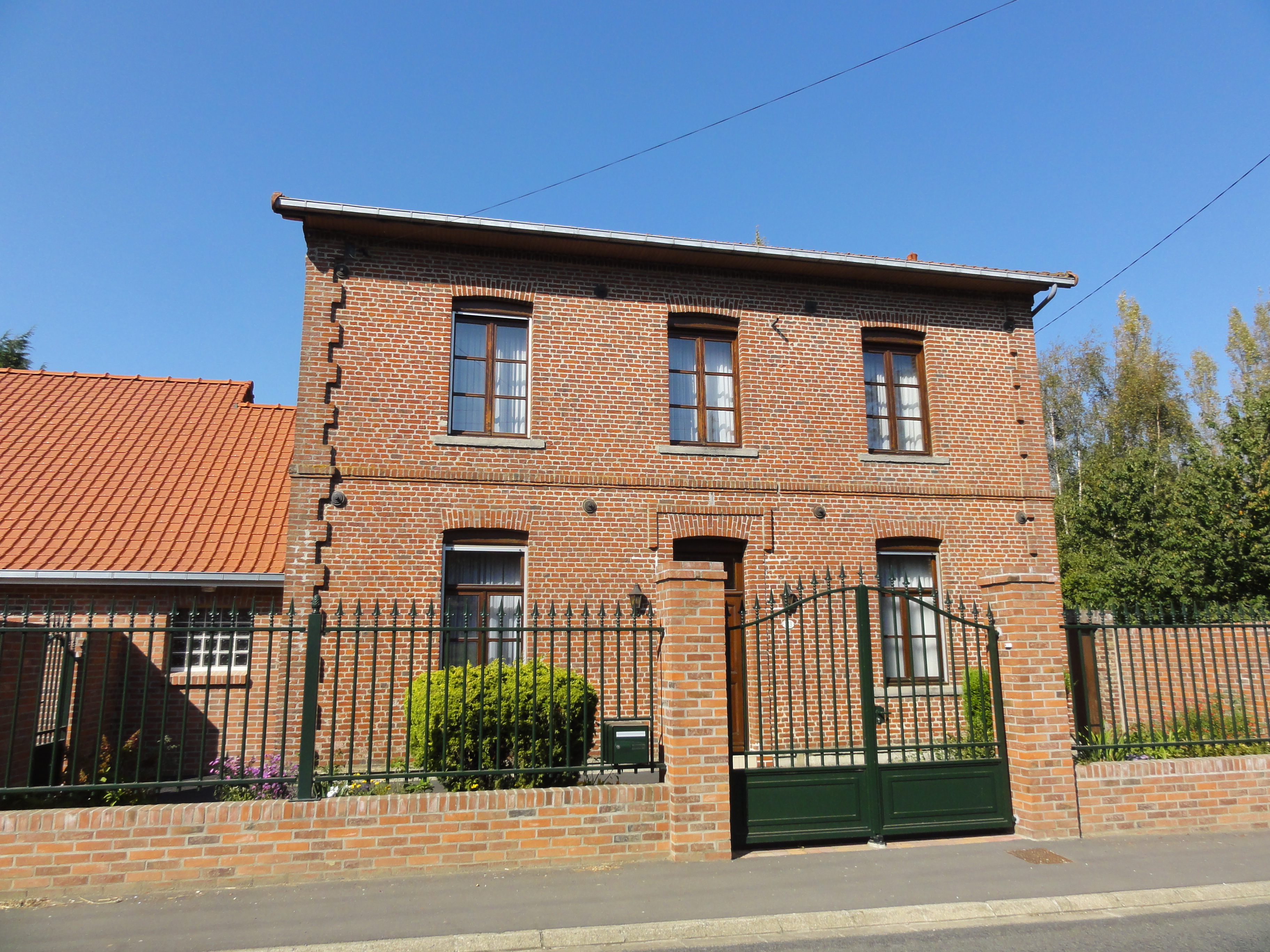
Une habitation d'ingénieur.
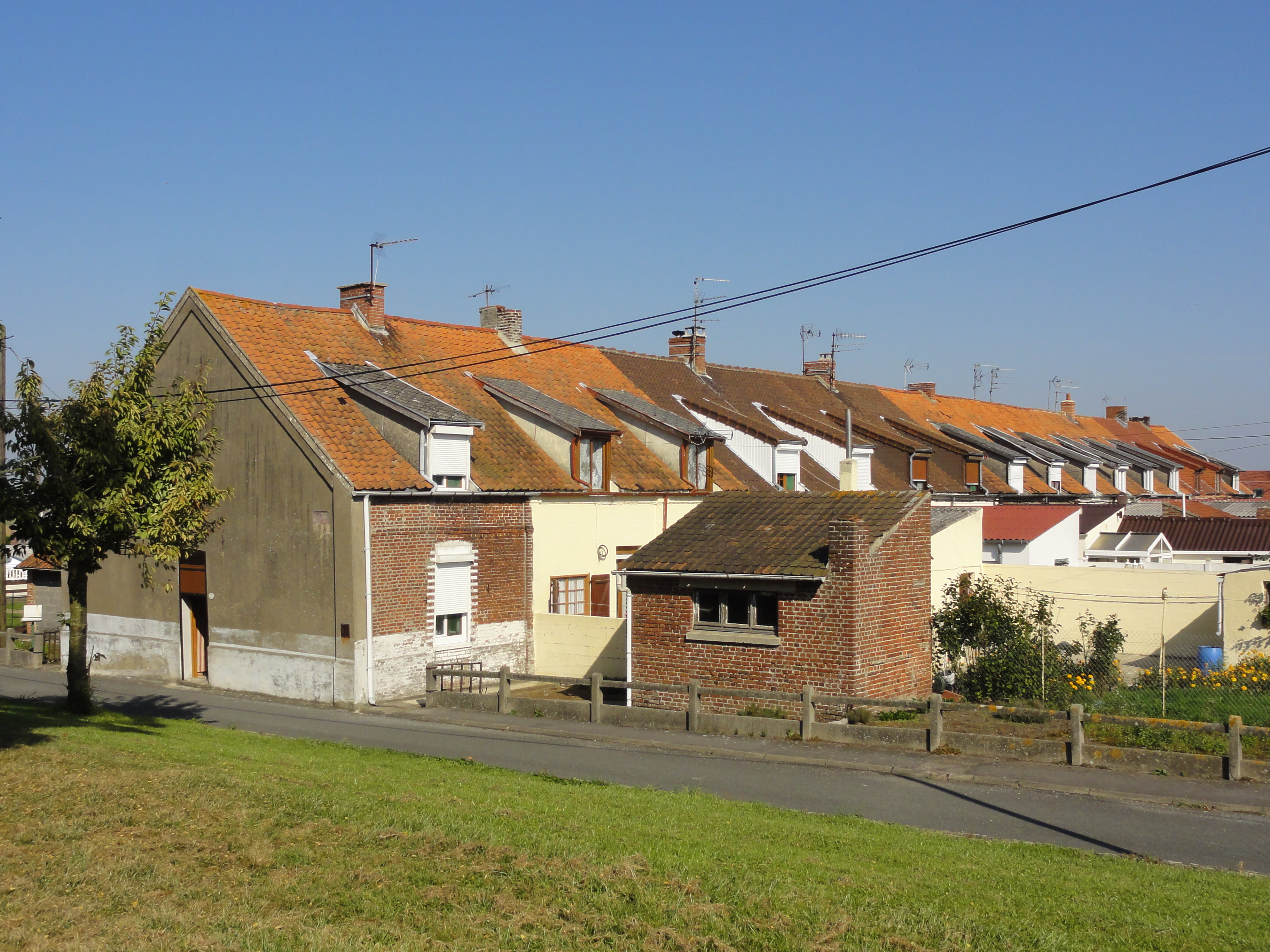
Un coron.
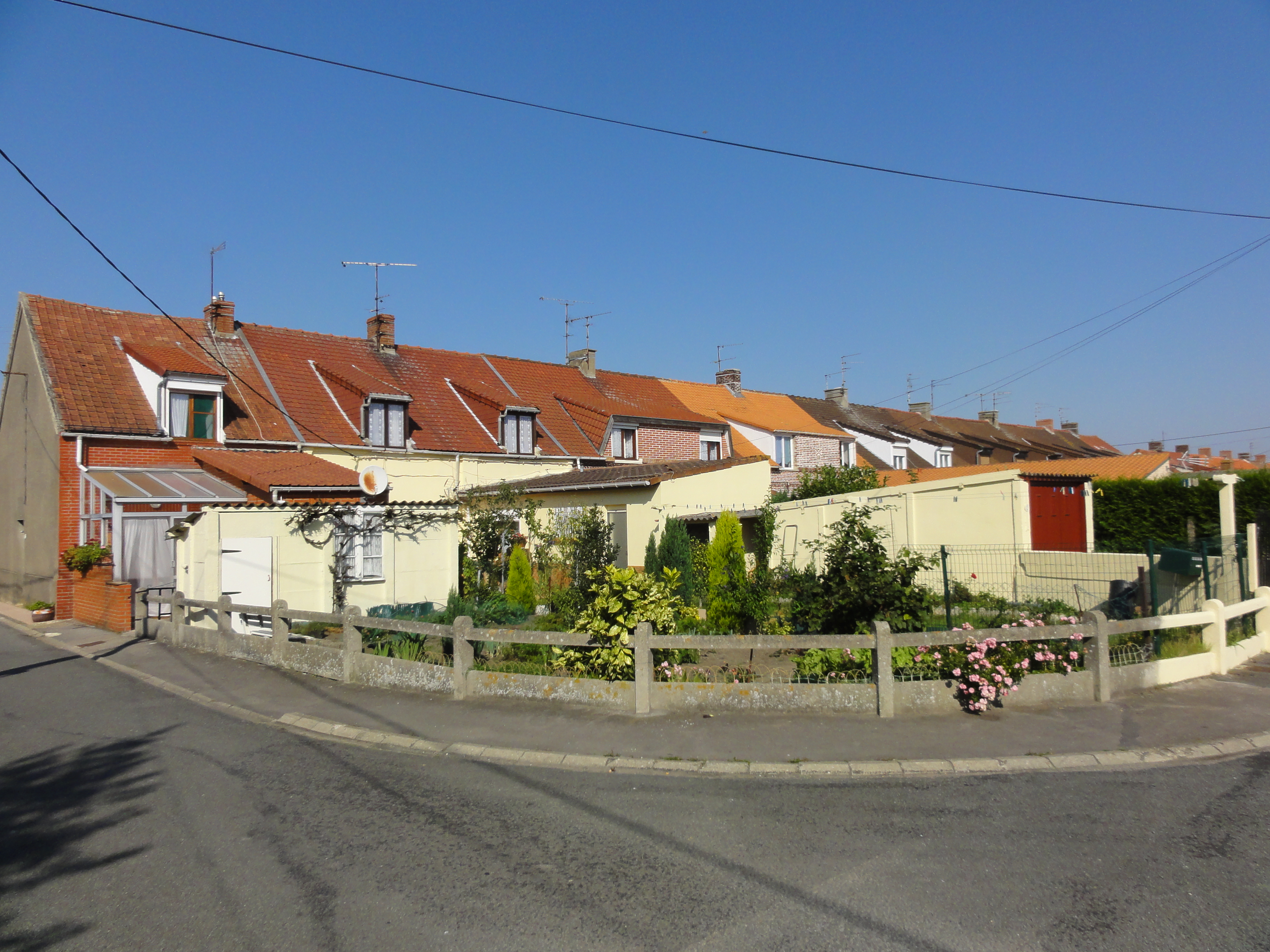
Un coron.
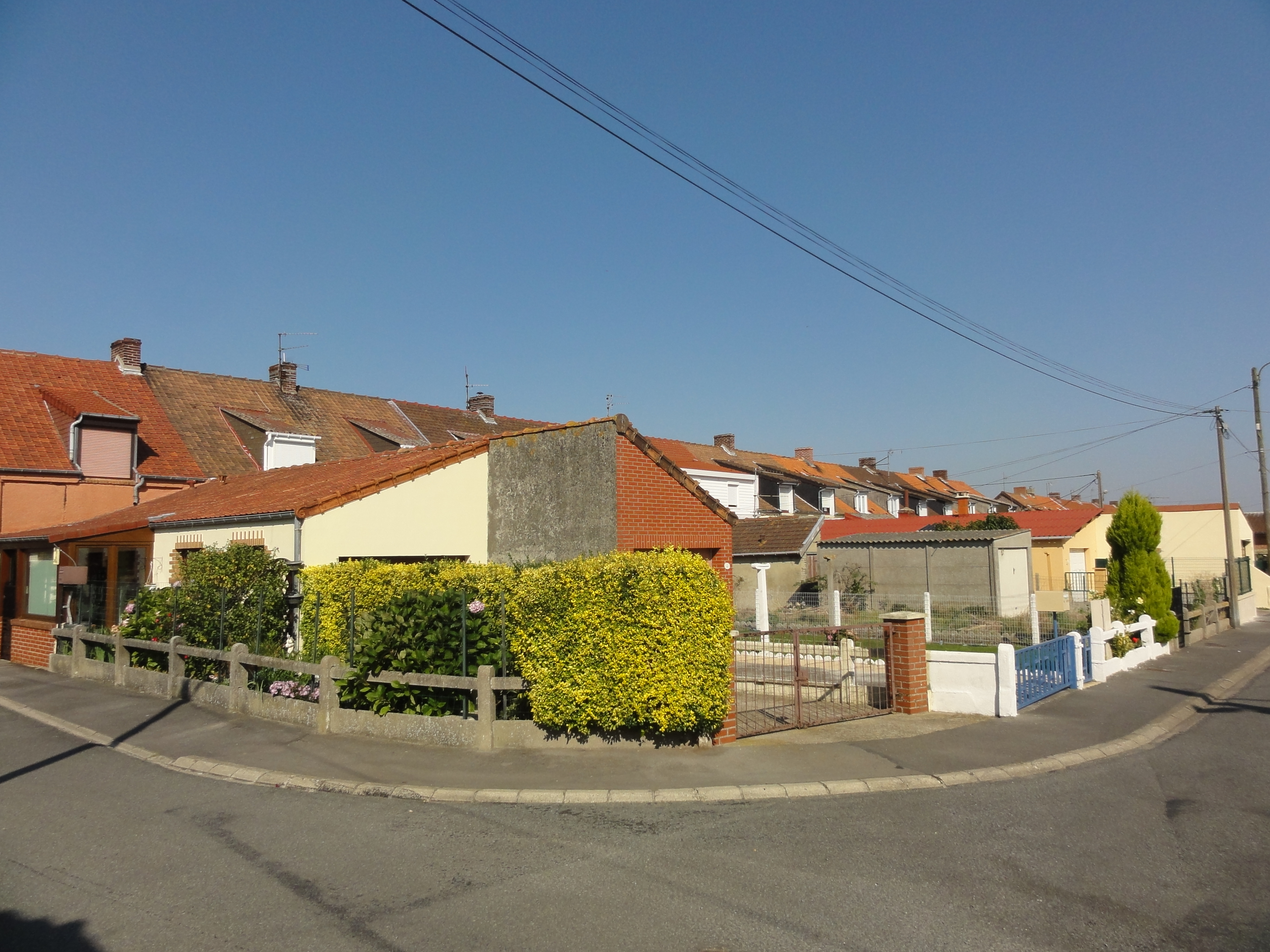
Un coron.
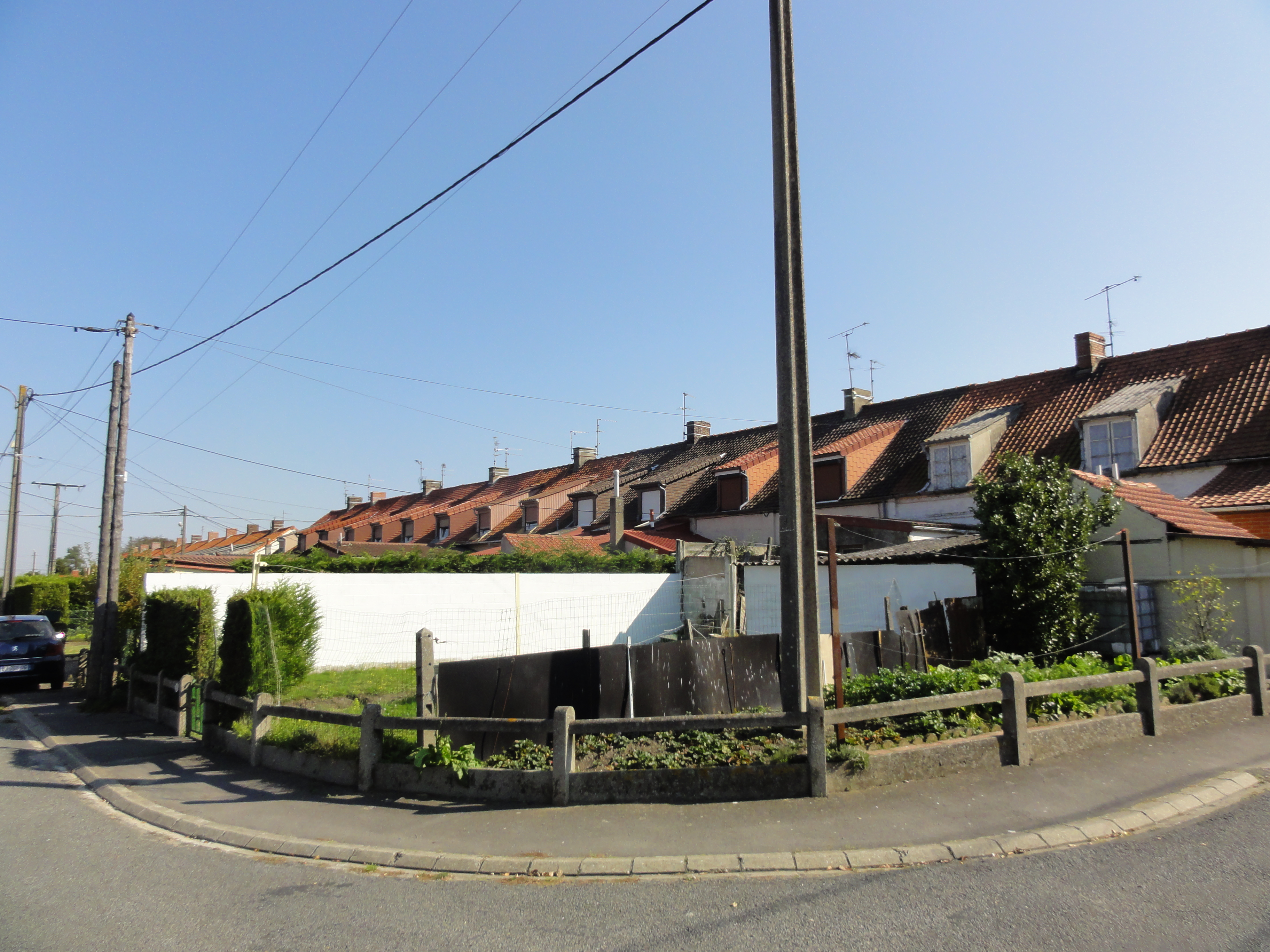
Un coron.